# إيرا إي. روبنسون
إيرا إي. روبنسون هو قاضي ومحامي وسياسي أمريكي، ولد في 16 سبتمبر 1869، وتوفي في 28 أكتوبر 1951. انتخب عضو مجلس ولاية فيرجينيا الغربية ‏.